# Karl-Anthony Towns
Karl-Anthony Towns Jr. (Edison, 15 de novembro de 1995) é um jogador dominicano-americano de basquete profissional que atualmente joga no New York Knicks da National Basketball Association (NBA).
Ele jogou basquete universitário pela Universidade do Kentucky e foi selecionado pelo Minnesota Timberwolves como a primeira escolha geral no draft da NBA de 2015 e ganhou o Prêmio de Novato do Ano. Ele é o segundo na lista de pontos de todos os tempos dos Timberwolves. Ele levou a equipe às finais da Conferência Oeste em 2024, sua primeira aparição em 20 anos. Após passar nove temporadas com o time, Towns foi trocado para os Knicks antes da temporada de 2024–25. 
Towns foi selecionado para o All-Star Game em quatro ocasiões, foi membro do All-NBA Team em duas temporadas e se tornou o primeiro pivô a vencer o NBA Three-Point Contest em 2022.

## Primeiros anos
Filho de pai afro-americano, Karl Towns, e mãe dominicana, Jacqueline Cruz, Towns nasceu em Edison, Nova Jersey.
Ele cresceu em Piscataway, Nova Jersey, e frequentou a Escola Adventista do Sétimo Dia Lake Nelson, antes de se transferir para a Escola Secundária Theodore Schor da Escola Nossa Senhora de Fátima em 2009. Na Theodore Schor, ele repetiu a sétima série para ganhar um ano extra de desenvolvimento. O pai de Towns jogava basquete na Universidade de Monmouth e treinava basquete na Piscataway Technical High School, onde o precoce Karl-Anthony jogava na quinta série.

## Carreira no ensino médio

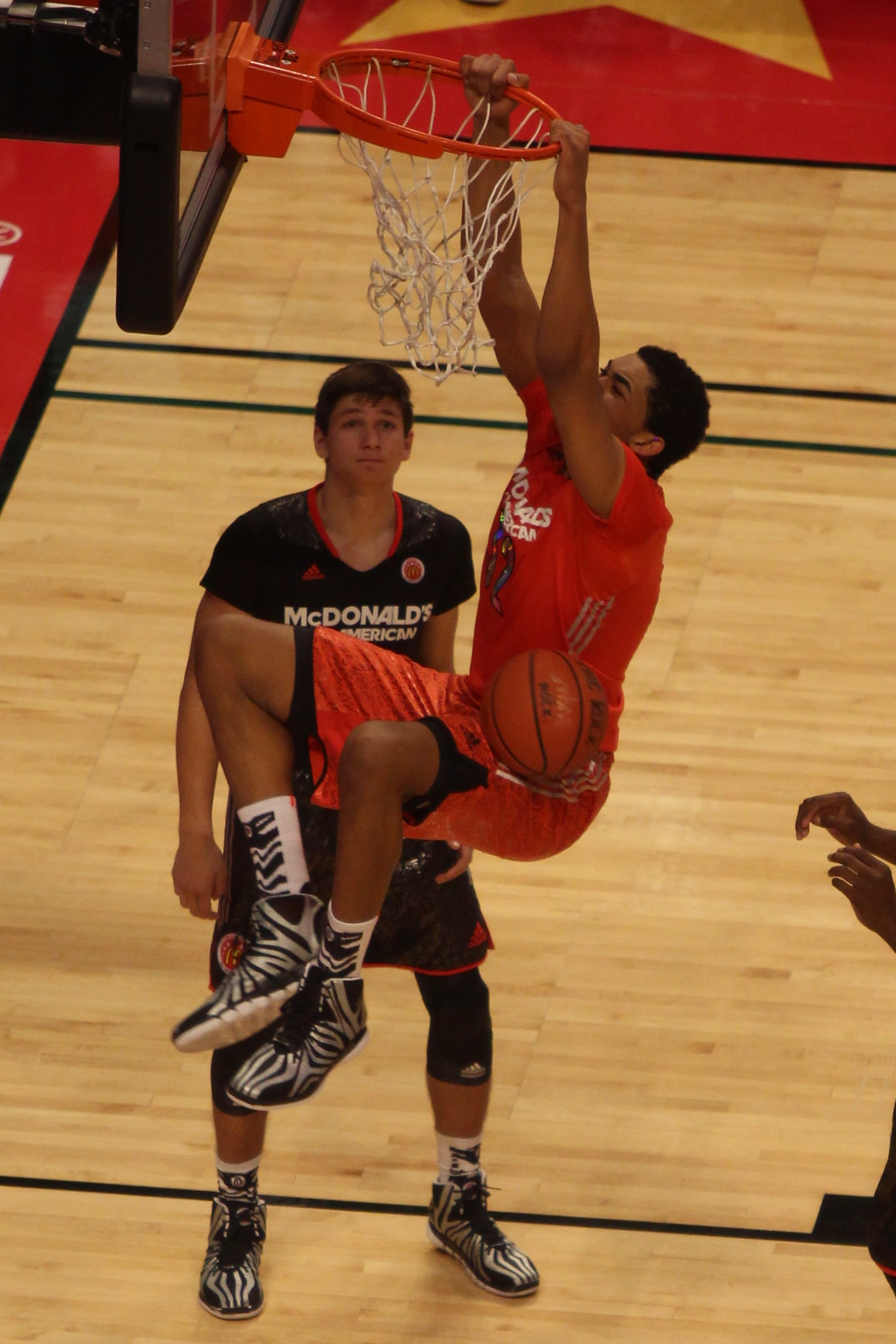
Towns enterrando durante o McDonald's All-American Boys Game de 2014

Na St. Joseph High School, Towns levou o time de basquete ao tri-campeonato estadual em 2012, 2013 e 2014. 
Aos 16 anos, Towns foi selecionado para jogar na Seleção Dominicana. Ele foi elegível com base no fato de sua mãe ser da República Dominicana. Durante as competições de 2011 e 2012, John Calipari, treinador da Universidade de Kentucky, treinou a seleção, que terminou em terceiro lugar na Copa América de 2011 e em quarto lugar no Torneio de Qualificação Olímpica de 2012, ficando uma posição aquém da qualificação para as Olimpíadas de 2012.
Em dezembro de 2012, Towns anunciou que iria se reclassificar e se comprometer a jogar na Universidade de Kentucky. A ESPN, que o classificou como o melhor prospecto na classe de recrutamento de 2015, o listou como o terceiro melhor em 2014.
Em 6 de janeiro de 2013, Towns registrou um quádruplo-duplo com 16 pontos, 17 rebotes, 11 bloqueios e 11 assistências. Ele registrou um segundo quádruplo-duplo em 5 de janeiro de 2014 com 20 pontos, 14 rebotes, 12 bloqueios e 10 assistências. Em seu último ano no ensino médio, Towns teve médias de 20,9 pontos, 13,4 rebotes e 6,2 bloqueios.
| Nome | Cidade Natal                                  | Escola/Universidade | Altura              | Peso            | Data da revisão       |
| --- | --------------------------------------------- | ------------------- | ------------------- | --------------- | --------------------- |
| Karl-Anthony Towns C | Metuchen, New Jersey                          | St. Joseph          | 6 ft 11 in (2.11 m) | 235 lb (107 kg) | 4 de Dezembro de 2012 |
| Karl-Anthony Towns C | Recrutamento: Rivais: Scout: 247sports: ESPN: |                     |                     |                 |                       |
| Classificação geral de novatos: Scout: 4º \| Rivals: 5º \| ESPN: 9º |                                               |                     |                     |                 |                       |
| - Nota: Em muitos casos, Scout, Rivals, 247Sports e ESPN podem entrar em conflito em suas listas de altura e peso, nestes casos, a média foi obtida. A ESPN mede os calouros numa escala de 0 a 100. - Fonte: |                                               |                     |                     |                 |                       |

## Carreira universitária

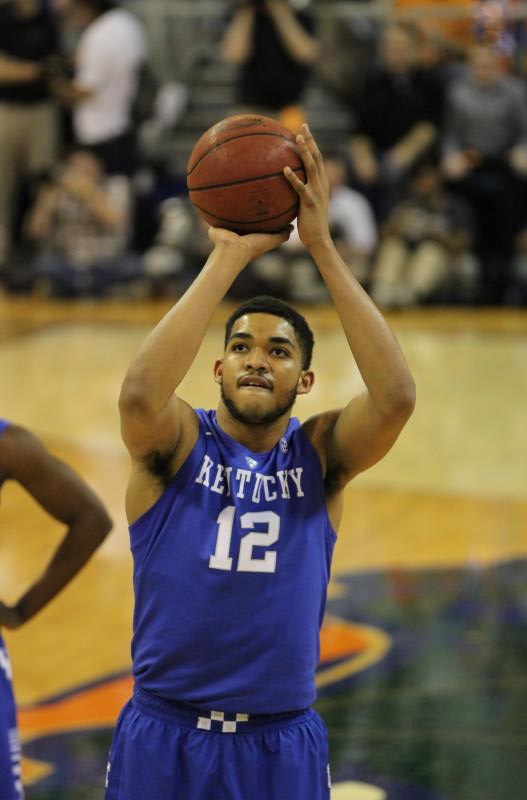
Towns fazendo um lance livre em 2015

Em seu único ano universitário, Kentucky usou um sistema que limitava os minutos de cada jogador e Towns teve médias de 10,3 pontos e 6,7 rebotes em 21,1 minutos. Ele estudou cinesiologia e espera se tornar médico após sua carreira no basquete. Embora tenha deixado Kentucky para a NBA, Towns se matriculou em cursos on-line e espera obter seu diploma. Ele foi nomeado para a Segunda-Equipe All-American pela Associated Press e foi nomeado para a Terceira-Equipe All-American pela Sporting News.
Ao longo da temporada de 2014-15, Towns foi muitas vezes classificado atrás de Jahlil Okafor de Duke como uma perspectiva de draft. No entanto, devido ao forte desempenho no Torneio da NCAA e um crescente consenso de que Towns era um melhor jogador defensivo e teve a oportunidade de se tornar um melhor jogador ofensivo também, Towns ultrapassou Okafor na maioria dos rankings de draft.
Em 9 de abril de 2015, Towns e seus companheiros de equipe de Kentucky, Andrew Harrison, Aaron Harrison, Dakari Johnson, Devin Booker, Trey Lyles e Willie Cauley-Stein, se declararam para o draft da NBA de 2015.

## Carreira profissional

### Minnesota Timberwolves (2015–Presente)

#### Novato do Ano (2015–2016)
Em 25 de junho de 2015, Towns foi selecionado pelo Minnesota Timberwolves como a primeira escolha geral no draft da NBA de 2015. Ele assinou um contrato de 2 anos e US$11.6 milhões com os Timberwolves em 7 de julho e fez sua estreia na NBA na abertura da temporada contra o Los Angeles Lakers em 28 de outubro, registrando 14 pontos e 12 rebotes como titular em uma vitória por 112-111. No jogo seguinte, em 30 de outubro, contra o Denver Nuggets, seus 28 pontos e 14 rebotes impulsionaram os Timberwolves ao seu primeiro início de 2-0 com duas vitórias fora de casa na história da equipe. Nos primeiros 13 jogos da temporada, Towns teve médias de 16,0 pontos e 10,4 rebotes. No entanto, esses números caíram para 8,4 pontos e 6,0 rebotes nos próximos cinco jogos. Apesar disso, em 3 de dezembro, ele foi nomeado Novato do Mês da Conferência Oeste em novembro, tornando-se apenas o sétimo jogador dos Timberwolves a ganhar o prêmio.
Em 20 de janeiro de 2016, Towns registrou 27 pontos, 17 rebotes e seis bloqueios em uma derrota por 106-94 para o Dallas Mavericks. Em 29 de janeiro, ele registrou 32 pontos e 12 rebotes em uma derrota para o Utah Jazz, tornando-se o jogador mais jovem a ter 30 pontos e 10 rebotes em um jogo desde Kevin Durant em 2008. Em 2 de fevereiro, ele foi nomeado Novato do Mês da Conferência Oeste de Janeiro – seu terceiro prêmio consecutiva de Novato do Mês. Em 10 de fevereiro, ele marcou 35 pontos na vitória por 117-112 sobre o Toronto Raptors. Em 3 de março, ele ganhou o prêmio de Novato do Mês da Conferência Oeste de fevereiro, juntando-se ao companheiro de equipe Andrew Wiggins (novembro e dezembro de 2014 e janeiro e fevereiro de 2015) como o segundo jogador na história dos Wolves a ganhar o prêmio em quatro meses consecutivos.
Em 25 de março, Towns pegou 10 rebotes contra o Washington Wizards, estabelecendo um recorde de rebotes como novato em Minnesota, elevando seu total de temporada para 741 e ultrapassando o recorde de Kevin Love de 734. Em 7 de abril, ele registrou seu 50º duplo-duplo da temporada com 17 pontos e 10 rebotes na vitória por 105-97 sobre o Sacramento Kings. Quatro dias depois, em uma derrota para o Houston Rockets, Towns ultrapassou Christian Laettner como o novato que mais fez pontos pela franquia com 1.475 pontos. Mais cedo naquele dia, ele foi nomeado Jogador da Semana da Conferência Oeste pelos jogos disputados de 4 de abril a 10 de abril.
Towns jogou e foi titular em todos os 82 jogos pelos Timberwolves na temporada de 2015-16 e teve médias de 18,3 pontos e 10,5 rebotes. Ele ganhou o Prêmio de Novato do Ano de forma unânime. Ele se tornou apenas o quinto Novato do Ano unânime e com o companheiro de equipe Andrew Wiggins ganhando o prêmio na temporada de 2014-15, Minnesota se tornou o primeiro time com vencedores consecutivos de Novato do Ano desde Buffalo Braves em 1972-73 (Bob McAdoo) e 1973–74 (Ernie DiGregorio).

#### Melhorando em seu segundo ano (2016–2017)
Em 30 de novembro de 2016, Towns registrou 47 pontos e 18 rebotes em uma derrota por 106-104 para o New York Knicks. Aos 21 anos, Towns se tornou o terceiro jogador mais jovem nas últimas três décadas a ter pelo menos 45 pontos e 15 rebotes em um jogo. Com dois bloqueios contra o Charlotte Hornets em 3 de dezembro, Towns estabeleceu um novo recorde dos Timberwolves com seu 27º jogo consecutivo com pelo menos um bloqueio. Em 28 de dezembro, ele registrou seu primeiro triplo-duplo da carreira com 15 pontos, 11 rebotes e 10 assistências em uma derrota por 105-103 para o Denver Nuggets.
Em 8 de março de 2017, ele fez 29 pontos e 14 rebotes na vitória por 107-91 sobre o Los Angeles Clippers. Towns teve seu 100º duplo-duplo da carreira na vitória, tornando-se o segundo jogador mais jovem da história da liga a atingir essa marca, atrás apenas de Dwight Howard. Cinco dias depois, ele foi nomeado Jogador da Semana da Conferência Oeste pelos jogos disputados de 6 de março a 12 de março. Em 11 de abril de 2017, ele registrou 26 pontos e 12 rebotes em uma derrota por 100-98 para o Oklahoma City Thunder. Towns superou Kevin Love durante o jogo para estabelecer o recorde da franquia de mais pontos em uma temporada. Towns fez história na NBA na temporada de 2016-17 ao se tornar o único jogador a ter pelo menos 2.000 pontos (2.061), 1.000 rebotes (1.007) e 100 cestas de 3 pontos (101) em uma temporada.

#### Primeiro All-Star e All-NBA (2017–2018)
Em 15 de novembro de 2017, na noite que completou 22 anos, Towns registrou 26 pontos e 16 rebotes e ajudou os Timberwolves a encerrar uma sequência de 12 derrotas consecutivas para o San Antonio Spurs com uma vitória por 98-86. Towns terminou no top 10 em quase todas as categorias estatísticas da história da NBA compiladas antes do 22º aniversário do jogador. Ele ficou em oitavo em pontos, terceiro em rebotes e segundo em duplos-duplos (124), atrás apenas de Dwight Howard (169). Towns posteriormente ganhou o prêmio de Jogador da Semana da Conferência Oeste pelos jogos disputados de 13 de novembro a 19 de novembro.
Em 14 de dezembro de 2017 contra o Sacramento Kings, Towns registrou 30 pontos, 14 rebotes, cinco assistências e cinco bloqueios, juntando-se a Kevin Garnett como os únicos jogadores dos Wolves a ter mais de 30 pontos, mais de 10 rebotes, mais de 5 assistências e mais de 5 bloqueios em um único jogo. Em 23 de janeiro de 2018, Towns foi nomeado como reserva da Conferência Oeste no All-Star Game. Em 20 de março de 2018, ele registrou seu 60º duplo-duplo com 30 pontos e 10 rebotes em uma vitória por 123-109 sobre o Los Angeles Clippers. Em 28 de março de 2018, ele teve 56 pontos, um recorde da franquia, e 15 rebotes na vitória por 126-114 sobre o Atlanta Hawks. Os 56 pontos superaram o recorde da franquia de Mo Williams de 52 pontos em 2015. Ele também se tornou o jogador mais jovem (22 anos, 133 dias) com 50 pontos e 15 rebotes em um jogo desde Shaquille O'Neal (22 anos, 45 dias) em 1994.
No último jogo da temporada regular dos Timberwolves em 11 de abril de 2018, Towns registrou 26 pontos e 14 rebotes na vitória por 112-106 na prorrogação sobre o Denver Nuggets. A vitória garantiu ao Minnesota uma vaga nos playoffs pela primeira vez desde 2004 - nenhum time da liga ficou mais tempo sem uma aparição na pós-temporada. Towns terminou a temporada com 68 duplos-duplos, o maior número da NBA. No Jogo 3 da primeira rodada dos playoffs contra o Houston Rockets, ele registrou 18 pontos e 16 rebotes em uma vitória por 121-105. Os Timberwolves perderam a série em cinco jogos, apesar de Towns registrar 23 pontos e 14 rebotes em uma derrota por 122-104 no Jogo 5.

#### Jogador da franquia (2018–2019)

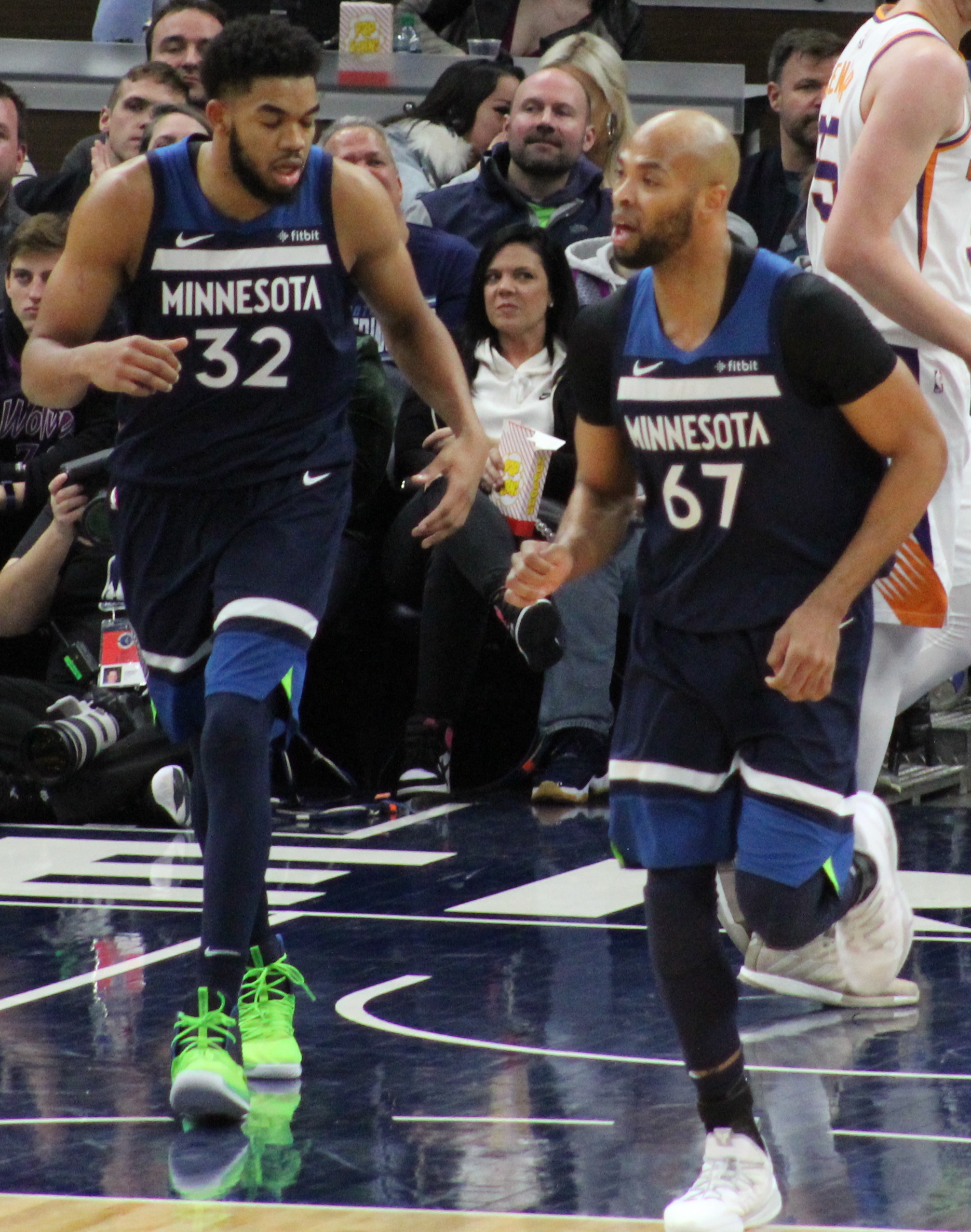
Towns (esquerda) e Taj Gibson em 2019

Em 23 de setembro de 2018, Towns assinou uma extensão máxima de US$ 190 milhões por cinco anos com o Timberwolves.
Em 9 de novembro, ele registrou 39 pontos e 19 rebotes na derrota por 121-110 para o Sacramento Kings. Em 12 de novembro, ele teve 25 pontos e 21 rebotes na vitória por 120-113 sobre o Brooklyn Nets. Em 5 de dezembro, Towns registrou 35 pontos, 12 rebotes e seis bloqueios na vitória por 121-104 sobre o Charlotte Hornets. Em 12 de janeiro de 2019, ele registrou 27 pontos e 27 rebotes na vitória por 110-106 sobre o New Orleans Pelicans.
Towns não participou do jogo de 22 de fevereiro contra o New York Knicks pela primeira vez na sua carreira depois de ser colocado no protocolo de concussão após um acidente de carro em Minnesota. Ele havia registrado 303 partidas consecutivas, a mais longa no começo de uma carreira desde 1970-71. O protocolo de concussão o forçou a perder um segundo jogo e ele retornou em 25 de fevereiro, registrando 34 pontos e 21 rebotes na vitória por 112-105 sobre os Kings. Em 5 de março, Towns fez 41 pontos e 14 rebotes na vitória por 131-120 sobre o Oklahoma City Thunder, passando assim para o quinto lugar na lista de maiores pontuadores de Minnesota, passando Wally Szczerbiak (6.777 pontos). Towns terminou a temporada com a maior média de rebotes de sua carreira até o momento com 12,4 rebotes.

#### Lesões e problemas de saúde (2019–2021)
Em 23 de outubro de 2019, no primeiro jogo da temporada de Minnesota, Towns registrou 36 pontos, 14 rebotes, 3 bloqueios e 3 roubos de bola na vitória por 127-126 sobre o Brooklyn Nets. Em 31 de outubro, Towns foi suspenso por dois jogos sem remuneração devido a uma briga com Joel Embiid durante um jogo contra o Philadelphia 76ers. Towns terminou a temporada de 2019-20 com a maior média de pontuação de sua carreira até o momento com 26,5 pontos.
Em 27 de dezembro de 2020, Towns se juntou aos membros do Hall da Fama, Kareem Abdul-Jabbar, Tim Duncan, Elgin Baylor e David Robinson como os únicos jogadores na história da NBA a acumular mais de 8.000 pontos, 4.000 rebotes e 1.000 assistências em 360 jogos ou menos. Em meados de janeiro de 2021, Towns contraiu COVID-19 e perdeu 13 jogos. Ele voltou à quadra em 10 de fevereiro e registrou 18 pontos e 10 rebotes na derrota para o Los Angeles Clippers. Em 17 de março, Towns teve 41 pontos, 10 rebotes e 8 assistências na vitória por 123-119 sobre o Phoenix Suns. No mesmo jogo, seu companheiro de equipe Anthony Edwards marcou 42 pontos e foi apenas a segunda vez na história da franquia que dois jogadores marcaram 40 pontos no mesmo jogo.

#### Play-in (2021–2022)
Em 9 de janeiro de 2022, Towns registrou 40 pontos, nove rebotes e sete assistências na vitória por 141-123 sobre o Houston Rockets. Em 3 de fevereiro, Towns foi nomeado como reserva do All-Star Game da NBA de 2022. Em 19 de fevereiro, Towns venceu o Concurso de 3 Pontos derrotando Luke Kennard e Trae Young na rodada final; ao fazê-lo, ele se tornou o primeiro pivô a vencer o concurso.
Em 7 de março, Towns foi eleito o Jogador da Semana da Conferência Oeste depois de levar o Minnesota a um recorde perfeito de 4-0. Em 14 de março, ele registrou 60 pontos e 17 rebotes na vitória por 149-139 sobre o San Antonio Spurs. Towns se tornou o primeiro jogador na história da franquia com vários jogos de mais de 50 pontos e mais de 10 rebotes. Ele também se juntou a Shaquille O'Neal e Wilt Chamberlain como os únicos pivôs na história da NBA a fazer 60 pontos e 15 rebotes. Towns entrou no terceiro quarto com 56 pontos e 14 rebotes para se juntar a Carmelo Anthony como os dois únicos jogadores nas últimas 20 temporadas com 50 ou mais pontos e 10 ou mais rebotes em três quartos.
Em 16 de abril, no Jogo 1 da primeira rodada dos playoffs, Towns registrou 29 pontos e 13 rebotes na vitória por 130-117 sobre o Memphis Grizzlies. No Jogo 4, em 23 de abril, ele registrou 33 pontos e 14 rebotes em uma vitória por 119-118. Minnesota viria a perder para Memphis em seis jogos.

#### Lidando com lesões (2022–2024)
Em 28 de novembro de 2022, durante a derrota de Minnesota por 142-127 para o Washington Wizards, Towns saiu no terceiro quarto com uma lesão na panturrilha. No dia seguinte, os Timberwolves anunciaram que ele ficaria afastado indefinidamente devido a uma distensão. Embora as fontes tenham relatado a lesão como uma distensão de grau 2 e afirmado que Towns perderia cerca de quatro a seis semanas, ele declarou mais tarde em janeiro de 2023 que havia sofrido uma distensão de grau 3, que leva cerca de dois meses para cicatrizar. Em 9 de abril, no último jogo da temporada de 2022–23, Towns registrou 30 pontos e 8 rebotes para ajudar a levar os Timberwolves a uma vitória por 113–108 sobre o New Orleans Pelicans, ganhando a oitava colocação no play-in da Conferência Oeste. Na primeira rodada, os Timberwolves foram eliminados dos playoffs pelo eventual campeão da NBA, Denver Nuggets, apesar de uma performance de 26 pontos e 11 rebotes de Towns na derrota no Jogo 5, que encerrou a série.
Em 16 de dezembro, Towns marcou 40 pontos, seu recorde da temporada, e pegou 12 rebotes na vitória por 127–109 contra o Indiana Pacers. Em 22 de janeiro de 2024, ele registrou 62 pontos, recorde de sua carreira e da franquia, sendo 44 desses pontos no primeiro tempo, em uma derrota por 128–125 para o Charlotte Hornets. Seus 44 pontos no primeiro tempo estabeleceram o recorde de mais pontos marcados em uma metade de jogo na história da franquia. Em 1º de fevereiro, ele foi nomeado para seu quarto All-Star Game como reserva da Conferência Oeste. Durante o evento, Towns se tornou o quarto jogador na história da NBA a registrar 50 ou mais pontos e o primeiro a marcar 30 ou mais pontos em um quarto de jogo, com uma linha de estatísticas de 50 pontos, 8 rebotes e 3 assistências, em uma derrota para o Leste. Em 7 de março, Towns foi diagnosticado com uma lesão no menisco esquerdo, ficando indefinidamente fora das quadras.
No Jogo 4 da primeira rodada dos playoffs, Towns fez 28 pontos e pegou 10 rebotes na vitória por 122–116 contra o Phoenix Suns, fechando a série. Foi a primeira vitória da franquia em uma série de playoffs em 20 anos. No Jogo 7 das semifinais da Conferência Oeste, Towns registrou 23 pontos e 12 rebotes, ajudando os Timberwolves a vencerem por 98–90 contra os Nuggets e avançarem para as finais da Conferência Oeste pela primeira vez em exatamente 20 anos. Minnesota acabaria perdendo nas finais da Conferência Oeste para o Dallas Mavericks em cinco jogos, apesar dos 28 pontos e 12 rebotes de Towns em uma derrota por 124–103 no Jogo 5, que encerrou a série.

### New York Knicks (2024–Presente)
Em 2 de outubro de 2024, Towns foi trocado para o New York Knicks, como parte de uma troca envolvendo três equipes que também incluiu o Charlotte Hornets.
Em 29 de outubro, Towns anotou 44 pontos e pegou 13 rebotes na vitória por 116–107 contra o Miami Heat. Os 44 pontos também foram os maiores feitos por um pivô dos Knicks em um jogo desde Patrick Ewing em 1995. Towns se tornou ainda o primeiro jogador na história da franquia a registrar 40 pontos, 10 rebotes e 65% de aproveitamento nos arremessos em um jogo, desde Carmelo Anthony em 2014. Em 13 de novembro, Towns marcou um recorde da temporada de 46 pontos e pegou 10 rebotes na derrota por 124–123 contra o Chicago Bulls.

## Carreira na seleção
Ele representa a República Dominicana internacionalmente desde 2012. Ele estreou por seu país no Centrobasket de 2012, quando tinha 16 anos.

## Vida pessoal
Em abril de 2020, a mãe de Towns e seis outros membros da família morreram por complicações do COVID-19. Em julho de 2020, ele começou a namorar Jordyn Woods. Para o aniversário de um ano da morte da mãe de Towns, Woods encarregou seu irmão, John Woods, Jr., de criar um retrato dela que foi presenteado a ele.
Em 2024, Towns recebeu o Prêmio Kareem Abdul-Jabbar da NBA pelo seu trabalho em prol da justiça social. O anúncio do prêmio destacou seu trabalho na defesa dos direitos de voto, especialmente em apoio à legislação do estado de Minnesota que restaurou o direito de voto para pessoas que haviam sido anteriormente encarceradas. O prêmio também mencionou seu trabalho como produtor de um documentário curto sobre o sistema de justiça, "Forgiving Johnny".
Towns é fã do Philadelphia Eagles da NFL. Crescendo em Nova Jersey, ele era torcedor dos Knicks.

## Estatísticas da carreira

### NBA
|  | Líder da liga |

#### Temporada regular
| Ano      | Equipe    | PJ  | PT  | MPJ  | AP   | 3P   | LL    | RT   | AS  | BR  | TO  | PPJ  |
| -------- | --------- | --- | --- | ---- | ---- | ---- | ----- | ---- | --- | --- | --- | ---- |
| 2015–16  | Minnesota | 82  | 82  | 32.0 | .542 | .341 | .811  | 10.5 | 2.0 | .7  | 1.7 | 18.3 |
| 2016–17  | Minnesota | 82  | 82  | 37.0 | .542 | .367 | .832  | 12.3 | 2.7 | .7  | 1.3 | 25.1 |
| 2017–18  | Minnesota | 82  | 82  | 35.6 | .545 | .421 | .858  | 12.3 | 2.4 | .8  | 1.4 | 21.3 |
| 2018–19  | Minnesota | 77  | 77  | 33.1 | .518 | .400 | .836  | 12.4 | 3.4 | .9  | 1.6 | 24.4 |
| 2019–20  | Minnesota | 35  | 35  | 33.9 | .508 | .412 | .796  | 10.8 | 4.4 | .9  | 1.2 | 26.5 |
| 2020–21  | Minnesota | 50  | 50  | 33.8 | .486 | .387 | .859  | 10.6 | 4.5 | .8  | 1.1 | 24.8 |
| 2021–22  | Minnesota | 74  | 74  | 33.5 | .529 | .410 | .822  | 9.8  | 3.6 | 1.0 | 1.1 | 24.6 |
| 2022–23  | Minnesota | 29  | 29  | 33.0 | .495 | .366 | .874  | 8.1  | 4.8 | .7  | .6  | 20.8 |
| 2023–24  | Minnesota | 62  | 62  | 32.7 | .504 | .416 | .873  | 8.3  | 3.0 | .7  | .7  | 21.8 |
| Carreira | Carreira  | 573 | 573 | 34.0 | .524 | .398 | .839  | 10.8 | 3.2 | .8  | 1.3 | 22.9 |
| All-Star | All-Star  | 4   | 0   | 17.8 | .639 | .292 | 1.000 | 6.8  | 1.8 | .3  | .0  | 21.8 |

#### Play-in
| Ano      | Equipe    | PJ | PT | MPJ  | AP   | 3P   | LL    | RT   | AS  | BR  | TO  | PPJ  |
| -------- | --------- | -- | -- | ---- | ---- | ---- | ----- | ---- | --- | --- | --- | ---- |
| 2022     | Minnesota | 1  | 1  | 24.3 | .273 | .000 | .833  | 5.0  | 3.0 | 2.0 | .0  | 11.0 |
| 2023     | Minnesota | 2  | 2  | 35.1 | .679 | .375 | 1.000 | 11.0 | 4.0 | .0  | 3.0 | 26.0 |
| Carreira | Carreira  | 3  | 3  | 31.5 | .564 | .300 | .941  | 9.0  | 3.7 | .7  | 2.0 | 21.0 |

#### Playoffs
| Ano      | Equipe    | PJ | PT | MPJ  | AP   | 3P   | LL   | RT   | AS  | BR | TO  | PPJ  |
| -------- | --------- | -- | -- | ---- | ---- | ---- | ---- | ---- | --- | -- | --- | ---- |
| 2018     | Minnesota | 5  | 5  | 34.0 | .467 | .273 | .739 | 13.4 | 2.2 | .4 | 1.0 | 15.2 |
| 2022     | Minnesota | 6  | 6  | 36.9 | .488 | .455 | .860 | 10.8 | 2.2 | .7 | 2.0 | 21.8 |
| 2023     | Minnesota | 5  | 5  | 36.0 | .457 | .250 | .750 | 10.2 | 2.0 | .6 | .8  | 18.2 |
| 2024     | Minnesota | 16 | 16 | 32.6 | .466 | .361 | .855 | 9.0  | 2.6 | .8 | .2  | 19.1 |
| Carreira | Carreira  | 32 | 32 | 34.2 | .468 | .350 | .824 | 10.2 | 2.4 | .7 | .8  | 18.8 |

### Universitário
| Ano     | Equipe   | PJ | PT | MPJ  | AP   | 3P   | LL   | RT  | AS  | BR | TO  | PPJ  |
| ------- | -------- | -- | -- | ---- | ---- | ---- | ---- | --- | --- | -- | --- | ---- |
| 2014–15 | Kentucky | 39 | 39 | 21.1 | .566 | .250 | .813 | 6.7 | 1.1 | .5 | 2.3 | 10.3 |

Fonte:

## Prêmios e Homenagens
- NBA:
- NBA Rookie of the Year: 2016
- 5x NBA All-Star: 2018, 2019, 2022, 2024, 2025
  - 3x All-NBA Team:
    - Terceiro time: 2018, 2022, 2025[108]

  - NBA All-Rookie Team:
    - Primeiro time: 2016
- NBA Three-Point Contest Champion: 2022
- NBA Kareem Abdul-Jabbar Social Justice Champion Award: 2024